# Anjero-Sudjensk

Anjero-Sudjensk, cidade russa da bacia carbonífera do Kuzbass situada na Sibéria.